# 同山烧
同山烧是诸暨市同山镇所产的小曲白酒。同山镇当地酿酒历史悠久，但一直为住民自酿自饮，各户所产统称同山烧；直至二十一世纪后才有大型酒厂成立，以各自品牌将同山烧大举销售至外地。同山烧用当地糯高粱为原料酿造，成品为清香型白酒，但近年来也开发出了一种清酱兼香型白酒。同山烧储藏时将高粱茎叶浸入酒中一并贮存，因而酒液呈红色，这点和其他白酒无色透明不同。